# Santiago Silva Retamales
Santiago Jaime Silva Retamales (ur. 17 czerwca 1955 w La Calera) – chilijski duchowny katolicki, biskup polowy Chile w latach 2015–2020, biskup Valdivia (od 2021).

## Życiorys
Święcenia kapłańskie otrzymał 24 października 1980. Inkardynowany do diecezji Valparaíso, pracował m.in. w miejscowym seminarium, gdzie był kolejno profesorem, wicerektorem oraz rektorem. Wykładał także na miejscowym uniwersytecie oraz na Papieskim Uniwersytecie Katolickim.

### Episkopat
16 lutego 2002 papież Jan Paweł II mianował go biskupem pomocniczym diecezji Valparaíso, ze stolicą tytularną Bela. Sakry biskupiej udzielił mu 6 kwietnia 2002 ordynariusz Valparaíso - bp Gonzalo Duarte García de Cortázar.
W latach 2011–2015 był sekretarzem generalnym CELAM.
7 lipca 2015 papież Franciszek mianował go biskupem polowym Chile.
23 grudnia 2020 tenże sam papież przeniósł go na stolicę biskupią Valdivia.
Od 11 listopada 2016 jest przewodniczącym Konferencji Episkopatu Chile.